# Meta Romuli

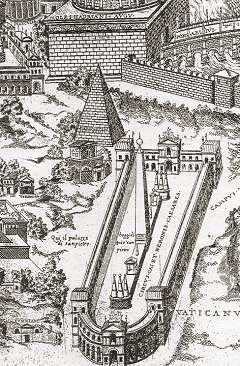
La Meta Romuli, tra il Circo di Nerone e il Mausoleo di Adriano, in una ricostruzione di Pirro Ligorio

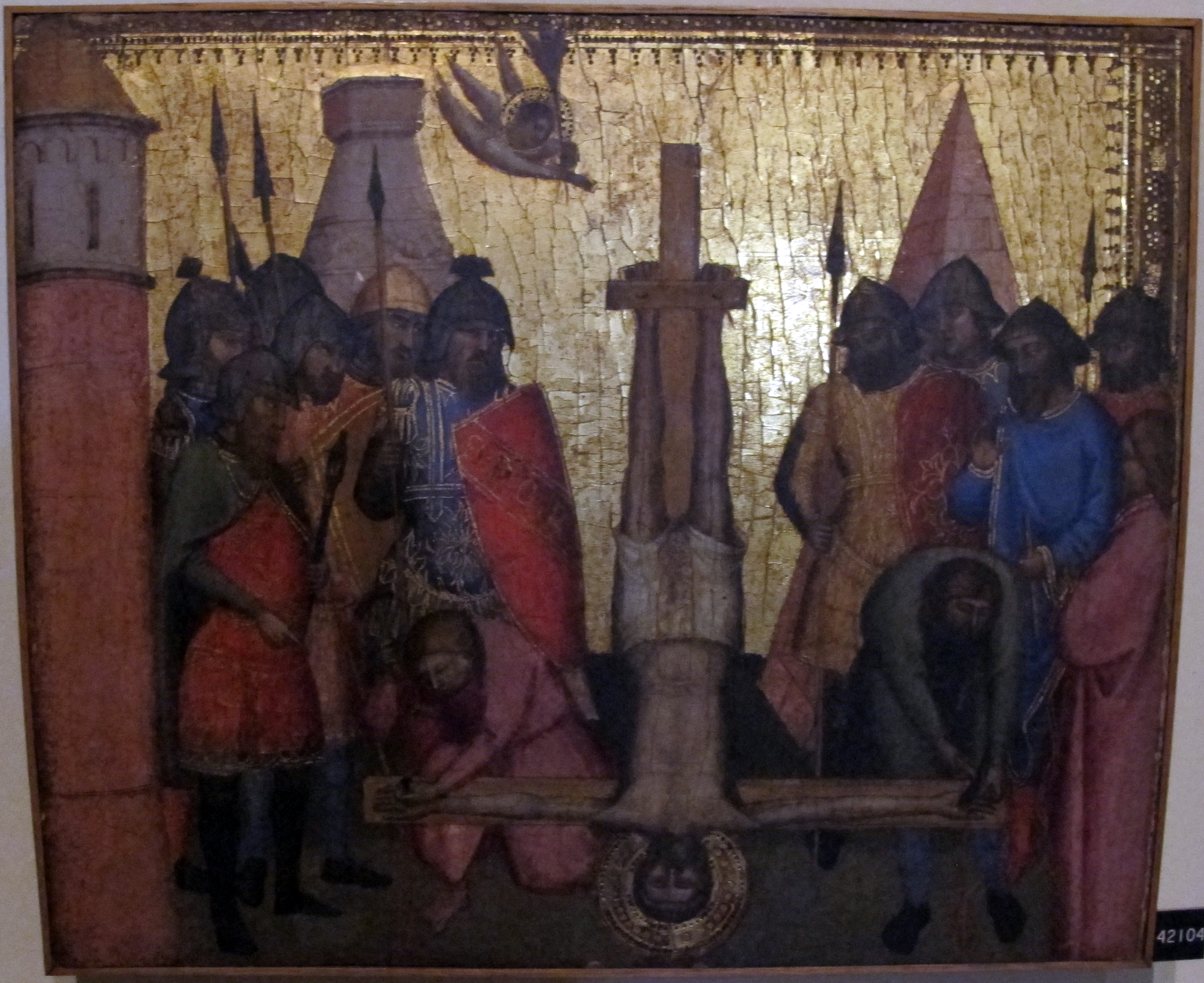
La Crocefissione di San Pietro di Jacopo di Cione, 1370-71. Sullo sfondo la Meta Romuli

La Meta Romuli era una piramide che si trovava a Roma, nel rione di Borgo, dove oggi si trova l'Auditorium Conciliazione su Via della Conciliazione. Era chiamata anche "Piramide vaticana" o "Piramide di Borgo".

## Storia
Si trattava di una sepoltura monumentale che in antichità sorgeva in prossimità dell'incrocio tra la via Cornelia e la via Trionfale, in un'area fuori porta, l'Ager Vaticanus, che vedeva la presenza di numerose aree cimiteriali come la vicina necropoli vaticana.
Si trovava al fianco di un altro grande mausoleo, il cosiddetto Therebintus Neronis demolito a partire dal VII secolo, che invece era a pianta circolare.
Sopravvisse ai grandi cambiamenti dovuti alla costruzione della primitiva basilica di San Pietro, giungendo fino al medioevo e divenendo un elemento importante della topografia urbana.
Il suo nome era dovuto alla credenza popolare, che la collegava alla piramide Cestia (meta Remi), identificandole con i sepolcri dei due mitici fondatori e facendole oggetto di varie leggende. Tradizionalmente si credeva che il luogo del martirio di San Pietro fosse posto nel punto di mezzo tra le due piramidi e conseguentemente la piramide fu rappresentata per secoli nelle raffigurazioni del martirio. La troviamo raffigurata per esempio nel Polittico Stefaneschi di Giotto, nella Porta del Filarete della Basilica di San Pietro, nell'affresco della Visione della croce nelle Stanze di Raffaello, negli affreschi della volta della basilica di San Francesco ad Assisi di Cimabue.
Nel Rinascimento fu creduta il  "Sepolcro degli Scipioni". Fu demolita a partire dal 1499, su ordine di papa Alessandro VI, con la collaborazione dei pellegrini, per l'apertura della nuova via Alessandrina (Borgo Nuovo) che collegava l'area del Vaticano con il ponte sul Tevere.
Tra il 1948 e il 49, sul finire dei lavori per completa sistemazione di Via della Conciliazione, furono ritrovate le sue fondamenta.

## Struttura
La forma a piramide per i monumenti sepolcrali fu in uso in epoca augustea nell'ambito di influenze culturali egittizzanti. Sorsero moltissimi sepolcri piramidali, alti tra i 40 e 50 metri di cui sopravvive solo quella di Caio Cestio.
La piramide vaticana doveva essere presumibilmente della stessa epoca e secondo le testimonianze era più grande di quella Cestia, alta circa 40 metri, circondata da una pavimentazione con lastroni di travertino riutilizzati nel VII secolo per i gradoni della basilica di san Pietro. Era probabilmente costruita anch'essa in calcestruzzo e laterizi con rivestimento in marmo, smontato nel corso dei secoli, e camera sepolcrale interna coperta a volta.